# Sin-magir
Sin-magir o Sîn-māgir va ser el catorzè i penúltim rei de la dinastia d'Isin a Sumer cap al segle xviii aC.
Va succeir Ur-du-kuga. La Llista de reis sumeris li dona un regnat d'11 anys. El va succeir el seu fill Damiq-ilishu.